# Turtix: Rescue Adventure
Turtix: Rescue Adventure — компьютерная игра в жанре платформера, разработанная польской компанией In Images и изданная Big Fish Games. Релиз состоялся 1 июля 2008 года для Windows. Является продолжением Turtix 2007 года выпуска.

## Игровой процесс
Turtix: Rescue Adventure — компьютерная игра в жанре платформера. Игра состоит из 60 уровней. В игру можно играть в двух режимах: казуальном и хардкорном. В хардкоре уровни необходимо переиграть, если они не были успешно завершены. Игрок может передвигаться, прыгать, взбираться по лестницам, висеть на лианах и толкать ящики. Уничтожение врагов также как и в приквеле происходит за счёт прыжка на них сверху, но у некоторых имеются шипы, и для их уничтожения требуется больше времени.

## Сюжет
Во время урока учитель неправильно читает рецепт, и все ученики уносятся пузырями. Тертиксу снова нужно спасти их всех и вернуть в целости и сохранности.

## Отзывы критиков
| Иноязычные издания | Иноязычные издания |
| Издание            | Оценка             |
| ------------------ | ------------------ |
| Gamezebo           | [ 3 ]              |
| idnes.cz           | 91 %               |

Марк Зальцман из Gamezebo отметил что игра не смогла стать лучше своего предшественника.
Чешский сайт idnes.cz высоко оценил «отличную графику» и дизайн уровней.